# Aaron Moses
Aaron Glenn Moses (* in Brooklyn, Michigan) ist ein US-amerikanischer Schauspieler, Filmproduzent, Filmregisseur, Drehbuchautor, Opernsänger und Kabarettist.

## Leben
Moses wurde auf einer Farm im ländlichen Brooklyn im US-Bundesstaat Michigan geboren. Er ist der zweitjüngste von sieben Geschwistern. Nach dem Tod seines Vaters Ellis Dewitt im Jahr 1990, zog seine Mutter Paula die Kinder alleine groß. Drei Großonkel von ihm waren Komponisten und Künstler und anfänglich war er als Tenorsänger tätig. Moses studierte von 1990 bis 1993 Vocal Technique an der Oakland University. Er machte 1998 seinen Bachelor of Arts im Fach Theater an der Coastal Carolina University. Bis 2013 lernte er zwei Jahre lang Meisner-Technik bei William Alderson im William Alderson Acting Studio in Hollywood, Los Angeles.
Erste Schritte ins Filmschauspiel unternahm Moses 2006 in der Fernsehdokuserie Untold Stories of the ER. Zu Beginn der 2010er Jahre war er als Episodendarsteller in The Onion News Network, 1000 Wege, ins Gras zu beißen und After Lately zu sehen. 2016 spielte er im Actionfilm Villain Squad – Armee der Schurken die Doppelrolle des Tweedledee und Tweedledum. Außerdem hatte er eine Nebenrolle als Stanley im Horrorfilm Ghosthunters im selben Jahr. Seit 2018 tritt er auch als Filmproduzent in Erscheinung. So erschien 2018 der Kurzfilm The Big Hit, für den er das Drehbuch schrieb und die Regie führte und 2022 der Kurzfilm Pigman Shed, für diesen er ebenfalls das Drehbuch schrieb.
Als Kabarettist trat er in seiner Tournee If I Sing auf. Er war in verschiedenen Bühnenstücken an Theatern wie dem South Carolina Philharmonic, Jackson Theatre und Michigan Arts Theatre zu sehen.

## Filmografie (Auswahl)

### Schauspiel
- 2006: Untold Stories of the ER (Fernsehdokuserie)
- 2011: The Onion News Network (Fernsehserie, Episode 1x01)
- 2012: 1000 Wege, ins Gras zu beißen (1000 Ways to Die, Fernsehdokuserie, Episode 5x07)
- 2013: After Lately (Fernsehserie, Episode 3x03)
- 2014: Jerked
- 2014: Mein peinlicher Sex-Unfall (Sex Sent Me to the ER, Fernsehdokuserie, Episode 1x09)
- 2015: Codes and Conspiracies (Fernsehdokuserie, Episode 2x02)
- 2015: Hangar 1 – Rätsel aus dem All (Hangar 1: The UFO Files, Fernsehserie, Episode 2x03)
- 2015: Answered Prayers (Fernsehserie, Episode 1x03)
- 2016: Villain Squad – Armee der Schurken (Sinister Squad)
- 2016: Ghosthunters
- 2016: #FollowFriday (Fernsehfilm)
- 2016: Masters of Sex (Fernsehserie, Episode 4x02)
- 2017: Slamma Jamma
- 2017: You Have a Nice Flight
- 2018: Shoot
- 2018: Hedge the Bet (Fernsehserie)
- 2018: The Big Hit (Kurzfilm)
- 2019: Yipper (Fernsehserie)
- 2020: The New Tenant (Fernsehserie)
- 2020: Night Chills (Kurzfilm)
- 2021: Gene Splitting (Kurzfilm)
- 2022: Pigman Shed (Kurzfilm)

### Produzent
- 2018: Hedge the Bet (Fernsehserie)
- 2018: The Big Hit (Kurzfilm; auch Drehbuch und Regie)
- 2019: Yipper (Fernsehserie)
- 2020: The New Tenant (Fernsehserie)
- 2020: I’m Dream’n of a (white) Green Screen Christmas (Fernsehspecial)
- 2022: Pigman Shed (Kurzfilm; auch Drehbuch)

## Theater (Auswahl)
- Crazy ’Bout Cole Porter, South Carolina Philharmonic
- The Music of Rodgers and Hammerstein, South Carolina Philharmonic
- Aida (The opera), Michigan Opera Theatre
- Jesus Christ Superstar, Jackson Theatre
- Inherit The Wind, Coastal Carolina Theatre
- Into The Woods, Oakland Theatre
- Imaginary Invalid, Michigan Arts Theatre
- Pirates of Penzance, Jackson Theatre
- Brighton Beach Memoirs, Jackson Theatre
- Greater Tuna, Michigan Arts Theatre
- The Mandrake, Michigan Arts Theatre
- Steadfast Tin Soldier, Theatre IV
- The Earth We Share, Slim Goodbody
- Songs of the Season, Theatre IV